# Oenothera angustissima
Oenothera angustissima är en dunörtsväxtart som beskrevs av Gates. Oenothera angustissima ingår i släktet nattljussläktet, och familjen dunörtsväxter. Inga underarter finns listade i Catalogue of Life.